# Inundierung

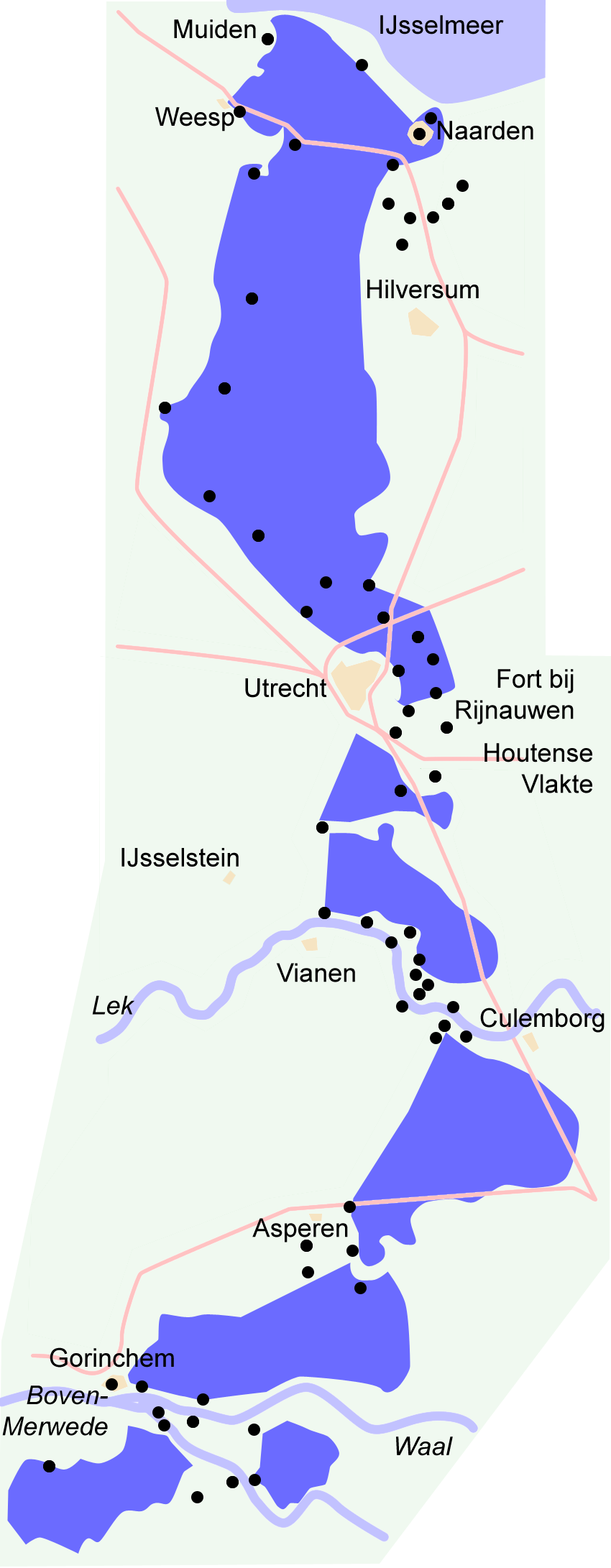
Inundierungsplan der Neuen Holländischen Wasserlinie mit 46 Forts auf 85 Kilometer Länge, 19. Jahrhundert

Inundierung oder Inundation dient in der Fachsprache der Geographen als Synonym für eine natürlich bedingte Überflutung von Trocken- oder Feuchtflächen. Im militärischen Sprachgebrauch bedeutet der Ausdruck „eine künstliche Überschwemmung zu militärischen Zwecken“. Das Wort geht auf lateinisch inundatio „Überschwemmung“ zurück, das von unda „Welle“ abgeleitet ist.

## Überflutung aus militärstrategischen Gründen
Im engeren militärischen Sinn bedeutet Inundation ein definiertes strategisches und taktisches Mittel des Verteidigungskrieges, etwa um den Vormarsch des Feindes zu bremsen oder zu stoppen. Sie kann insbesondere durch die Errichtung von Dämmen herbei geführt werden, ebenso auch durch deren Sprengung. Vor allem die Niederlande und andere tiefgelegene Gebiete haben in der Vergangenheit mit dieser Verteidigung Erfolge gehabt. Dabei können aber auch eine hohe Zahl ziviler Opfer und massive Schäden an Gebäuden und in der Landwirtschaft entstehen.

## Beispiele
- 1627: Schwedendamm in Wolfenbüttel
- Im Achtzigjährigen Krieg konnten durch die Unterwassersetzung der umliegenden Polder 1573 und 1574 die von den Spaniern belagerten Städte Alkmaar und Leiden gehalten werden.
- Im 19. Jahrhundert wurde die Neue Holländische Wasserlinie eingerichtet und wiederholt modernisiert. Diese Wasserlinie besteht zum Teil immer noch. Sie wird aus einem System von Forts, Schleusen, durch die das Wasser in das zu überschwemmende Gebiet fließen soll, und Bunkern gebildet. Die Holländische Wasserlinie wurde von der UNESCO als Weltkulturerbe eingestuft.[3]
- 9. Juni 1938: Überflutung des Gelben Flusses
- Die 1939 konzipierte Überflutung der Linthebene war Teil der militärischen Verteidigungslinie der Schweizer Armee im Zweiten Weltkrieg gegen einen gegnerischen Einfall von Norden. Die Linthebene war eine bevorzugte Einfallsachse für mechanisierte Verbände und Luftlandetruppen der deutschen Operationsplanungen, weil sie den Zugang in das Becken von Schwyz und Richtung Gotthard ermöglichte.
- 16./17. Mai 1943: Operation Chastise unter anderem mit Zerstörung der Möhnetalsperre
- Nach der Landung der USA in der Normandie setzten die deutschen Okkupationstruppen Inundationen als Mittel ein, den Vormarsch der Alliierten zu behindern.[4] Auch die Landung der Alliierten in der Normandie 1944 wurde als „die Inundation“ bezeichnet.[5]
- 6. Juni 2023: Zerstörung des Kachowka-Staudamms während der russischen Invasion in der Ukraine